# Okręg Prades
Okręg Prades (fr. Arrondissement de Prades) – okręg w południowej Francji. Populacja wynosi 38 900.

## Podział administracyjny
W skład okręgu wchodzą następujące kantony wyborcze:
- Mont-Louis,
- Olette,
- Prades,
- Saillagouse,
- Sournia,
- Vinça.